# Calle 7 El Salvador
Calle 7 El Salvador fue una adaptación del programa chileno Calle 7 que se emitió por TVN. La versión salvadoreña anteriormente se transmitió por Canal 6 y después se transmitió por Canal 4 de Telecorporación Salvadoreña para El Salvador, a las 6:00 p. m. hora local, de lunes a viernes, y por Centroamérica TV para los Estados Unidos. Los conductores son Alex Carranza y Pepe Barahona. Se trata de un grupo de jóvenes que deben participar en distintas pruebas con el fin de no ser eliminados y poder ganar un gran premio final de US$7,500.000

## Calle 7 El Salvador: primera temporada (2016)
El casting para la primera temporada comenzó el sábado 5 de diciembre de 2015. El primer programa de la primera temporada salió al aire el lunes 29 de febrero de 2016 en donde fueron presentados los competidores. El sistema de competencia consistía en que todos los días se enfrentaba el equipo amarillo contra el equipo rojo, es decir, de lunes a jueves competían en tres pruebas las cuales valen 100, 200 y 300 puntos y de esta manera se daba a conocer quién era el ganador del día. Por otro lado, el equipo perdedor tenía automáticamente a dos de sus integrantes nominados. De esta manera se busca conocer a los cuatro nominados de la semana para la prueba de eliminación los viernes donde se ve quien dejara el programa. Culminó el 17 de junio de 2016.
- Aldu Cruz - Se consagra Campeón de Calle 7 El Salvador
- Ana Stephannie ''Barbie'' Delgado - Se consagra Campeona de Calle 7 El Salvador
- Erick García - Es el Subcampeón de la primera temporada.
- Tanyusha Levdokymova - Es la Subcampeona de la primera temporada.

## Calle 7 El Salvador: segunda temporada (2016)
La segunda temporada inició el lunes 20 de junio de 2016 en donde fueron presentados los competidores. El sistema de competencia consistía en que todos los días se enfrentaban los equipos amarillo y rojo, es decir, de lunes a jueves competirán en tres pruebas las cuales valen 100, 200 y 300 puntos y de esta manera se daba a conocer quién era el ganador del día. Por otro lado, el equipo perdedor tenía automáticamente a uno de sus integrantes nominados. De esta manera se busca conocer a los cuatro nominados de la semana para la prueba de eliminación los viernes donde se ve quien dejara el programa. Culminó el 23 de septiembre de 2016.
- Jorge ''Pana'' Panameño - Se consagra Campeón de Calle 7 El Salvador
- Johanna Brizuela - Se consagra Campeona de Calle 7 El Salvador
- Stanley Aguilar - Es el Subcampeón de la segunda temporada.
- Ana Stephannie ''Barbie'' Delgado - Es la Subcampeona de la segunda temporada.

## Calle 7 El Salvador: tercera temporada (2016)
La tercera temporada inició el lunes 26 de septiembre de 2016 en donde fueron presentados los competidores. El sistema de competencia consistía en que todos los días se enfrentaban los equipos amarillo y rojo, es decir, de lunes a jueves competirán en tres pruebas las cuales valen 100, 200 y 300 puntos y de esta manera se daba a conocer quién era el ganador del día. Por otro lado, el equipo perdedor tenía automáticamente a uno de sus integrantes nominados. De esta manera se busca conocer a los cuatro nominados de la semana para la prueba de eliminación los viernes donde se ve quien dejara el programa. Culminó el 23 de diciembre de 2016.	
- Stanley Aguilar - Se consagra Campeón de Calle 7 El Salvador
- Paola Peña - Se consagra Tricampeona Internacional
- Emerson Villalta - Es el Subcampeón de la tercera temporada.
- Norma Villeda - Es la Subcampeona de la tercera temporada.

## Calle 7 El Salvador: cuarta temporada (2017)
La cuarta temporada inició el lunes 30 de enero de 2017 en donde fueron presentados los competidores. El sistema de competencia consistirá en que todos los días se enfrentaran los equipos amarillo y rojo, es decir, de lunes a jueves competirán en tres pruebas las cuales son de 100, 200 y 300 puntos y de esta manera se dará a conocer quién será el ganador del día. Por otro lado, el equipo perdedor tendrá automáticamente a uno de sus integrantes nominados. De esta manera se busca conocer a los cuatro nominados de la semana para la prueba de eliminación los viernes donde se ve quien dejara el programa.
- Stanley Aguilar - Consagrándose Bicampeón de Calle 7 El Salvador
- Ana Stephannie ''Barbie'' Delgado - Consagrándose Bicampeona de Calle 7 El Salvador
- Erick García - Es el Bi-Subcampeón en la cuarta temporada
- Norma Villeda - Es la Bi-Subcampeona de la cuarta temporada

## Calle 7 El Salvador: quinta temporada (2017)
La quinta temporada inició el lunes 22 de mayo de 2017 en donde se presentaron los competidores. El sistema de competencia consistirá en que todos los días se enfrentaran los equipos amarillo y rojo, es decir, de lunes a jueves competirán en tres pruebas las cuales son de 100, 200 y 300 puntos y de esta manera se dará a conocer quién será el ganador del día. Por otro lado, el equipo perdedor tendrá automáticamente a dos de sus integrantes nominados. De esta manera se busca conocer a los ocho nominados de la semana para la prueba de eliminación los viernes donde se ve quien dejara el programa. El 22 de septiembre de 2017 finaliza la temporada del programa y deja de transmitirse por Canal 6, para que el 25 de septiembre de 2017 sea transmitido por Canal 4.
- Stanley Aguilar - Consagrándose Tricampeón de Calle 7 El Salvador
- Norma Villeda - Se consagra Campeona de Calle 7 El Salvador
- Jhonatan Franco - Es el Subcampeón de la quinta temporada
- Johanna Brizuela - Es la Subcampeona de la quinta temporada

## Calle 7 El Salvador: sexta temporada (2017)
La sexta temporada inició el lunes 25 de septiembre de 2017 en donde se presentaron los competidores. El sistema de competencia consistirá en que todos los días se enfrentaran los equipos amarillo y rojo, es decir, de lunes a jueves competirán en tres pruebas las cuales son de 100, 200 y 300 puntos y de esta manera se dará a conocer quién será el ganador del día. Por otro lado, el equipo perdedor tendrá automáticamente a dos de sus integrantes nominados. De esta manera se busca conocer a los ocho nominados de la semana para la prueba de eliminación los viernes donde se ve quien dejara el programa.
- Norma Villeda - Consagrándose Bicampeona de Calle 7 El Salvador
- Fernando Meza - Se consagra Campeón de Calle 7 El Salvador
- Ana Miranda - Es la Subcampeona de la sexta temporada
- Omar Marroquín - Es el Subcampeón de la sexta temporada

## Calle 7 El Salvador: séptima temporada (2018)
La séptima temporada inició el lunes 29 de enero de 2018 en donde se presentaron los competidores. El sistema de competencia consistirá en que todos los días se enfrentaran los equipos amarillo y rojo, es decir, de lunes a jueves competirán en tres pruebas las cuales son de 100, 200 y 300 puntos y de esta manera se dará a conocer quién será el ganador del día. Por otro lado, el equipo perdedor tendrá automáticamente a dos de sus integrantes nominados y también este último sería amenazado. De esta manera se busca conocer a los ocho/cuatro nominados de la semana para la prueba de amenaza y los cuatro amenazados para la prueba de eliminación para la prueba de eliminación los viernes donde se ve quien dejara el programa.
- Norma Villeda - Consagrándose Tricampeona de Calle 7 El Salvador
- Fernando Meza - Consagrándose Bicampeón de Calle 7 El Salvador
- Jéssica Lara - Es la Subcampeona de la séptima temporada
- Stanley Aguilar - Es el Bi-Subcampeón en la séptima temporada

## Calle 7 El Salvador: octava temporada (2018)
La octava temporada inició el lunes 16 de julio de 2018 en donde se presentaron los competidores, por última vez, siendo la primera y única temporada en presentar ex competidores de temporadas o varias temporadas anteriores (incluso campeones, subcampeones y cuartofinalistas). El sistema de competencia consistirá en que todos los días se enfrentaran los equipos amarillo y rojo, es decir, de lunes a jueves competirán en tres pruebas las cuales son de 100, 200 y 300 puntos y de esta manera se dará a conocer quién será el ganador del día. Por otro lado, el equipo perdedor tendrá automáticamente a dos de sus integrantes nominados. De esta manera se busca conocer a los ocho nominados de la semana para la prueba de eliminación los viernes donde se ve quien dejara el programa. El 28 de diciembre de 2018 finalizó la última temporada del programa y dejó de transmitirse por Canal 4.
- Johanna Brizuela - Consagrándose Bicampeona de Calle 7 El Salvador
- Stanley Aguilar - Consagrándose Tetracampeón de Calle 7 El Salvador[8]
- Brenda Recinos - Es la Subcampeona de la octava temporada
- Edgar Siliézar - Es el Subcampeón de la octava temporada

## Secciones
- El Docu 7: Muestra el día a día detrás de cámaras.
- ADN 7: Muestra como es la vida de los participantes.
- Yo lo viví: Muestra como es la vida diaria de la gente Salvadoreña.
- Picadillo: Muestra un poco de humor acumulado toda la semana.
- Top 5: Muestran el top de las mejores caídas, pruebas, etc.
- Backstage: Muestra como los competidores se arreglan para salir en vivo.
- DUAL: Programa pagado y emitido de lunes a viernes por la aplicación TCS GO donde muestra el detrás de cámaras y entrevistas a los competidores
- YO NUNCA HE: Muestra y consiste en hacerle preguntas incómodas a los competidores.